# Àcid 3-hidroxibutanoic
L'àcid 3-hidroxibutanoic, conegut abans com àcid β-hidroxibutíric o D-β-hidroxibutíric, és un composts orgànic de la classe dels àcids carboxílics. Ell o la seva forma ionitzada, el D-β-hidroxibutirat, és un els cossos cetònics sent el cos cetònic mes reduït. Participa en el metabolisme energètic anaerobi, reduint el piruvat (procedent de la glucòlisi) per regenerar el  NAD+  que, en presència de glucosa, és el substrat limitant de la via glucolítica.
En vertebrats, alguns  teixits o tipus  cel·lulars, obtenen la major part de la seva energia del metabolisme anaerobi (tota en el cas de eritròcits donat que no tenen mitocondris).

## Metabolisme
El fetge de molts vertebrats pot convertir enzimàticament acetil-CoA, sobretot quan hi ha producció excessiva, en acetoacetat lliure que és després reduït a D-β-hidroxibutirat. Aquests dos compostos es transporten per la sang als teixits perifèrics on poden ser  oxidats. L'acetoacetat lliure, es redueix enzimàticament a D-β-hidroxibutirat per l'enzim hidroxibutirat deshidrogenasa, que és un enzim lligat al NAD i que es troba localitzat a la membrana interna mitocondrial; la reacció és la següent:

## Localització

Àcid ß-hidroxibutíric.

El lloc primari de formació de cossos cetònics és el fetge i amb menor grau d'activitat, el ronyó. L'acetoacetat i el β-hidroxibutirat produïts pel fetge constitueixen un excel·lent combustible per a la respiració en altres teixits, com ara el múscul cardíac i el múscul esquelètic, en particular quan l'aportació de glucosa és limitat (durant el dejuni) o la seva utilització ineficient (deficiència d'insulina). No obstant això, en aquestes condicions, aquests mateixos teixits poden utilitzar fàcilment àcids grassos lliures com a font d'energia.

## Detecció
L'àcid acetoacètic es mesura en l'orina de persones amb diabetis per provar la cetoacidosi i per controlar les persones amb una dieta cetogènica o baixa en hidrats de carboni., La nitroprussida canvia de rosa a porpra en presència d'acetoacetat, la base conjugada d'àcid acetoacètic, i el canvi de color es classifica a simple vista. La prova no mesura el β-hidroxibutirat, la cetona més abundant del cos; durant el tractament de la cetoacidosis, el β-hidroxibutirat es converteix en acetoacetat, de manera que la prova no és útil després que el tractament comenci i pugui ser fals en el moment del diagnòstic.